# Argyronome ruslana
Argyronome ruslana är en fjärilsart som beskrevs av Victor Ivanovitsch Motschulsky 1866. Argyronome ruslana ingår i släktet Argyronome och familjen praktfjärilar. Inga underarter finns listade i Catalogue of Life.